# Almoctadi
Abu Alcácime Abedalá ibne Maomé ibne Alcaim (em árabe: أبو القاسم عبد الله بن محمد بن القائم; romaniz.: Abū'l-Qasim 'Abd Allāh ibn Muhammad ibn al-Qa'im), mais conhecido por seu nome de reinado Almoctadi (em árabe: المقتدي; romaniz.: Al-Muqtadi; lit. 'o seguidor'), foi o califa do Califado Abássida em Baguedade de 1075 a 1094.

## Vida
Abu Alcácime era filho de Maomé, filho de Alcaim, e uma escrava armênia. Quando Alcaim estava em seu leito de morte em 1075, Facre Daulá ibne Jair se encarregou dos cuidados pessoais de Abu Alcácime, que ascenderia ao trono como Almoctadi. Antes de morrer, Alcaim aconselhou seu neto a manter os Banu Jair em sua posição: "Não vi pessoas melhores ao daulá do que ibne Jair e seu filho; não se afaste deles." Em 1077, tumultos mortais eclodiram em Baguedade entre as facções hambalita e axarita da cidade quando Abu Nácer ibne Alustade Abi Alcácime Alcuxairi chegou à cidade para se tornar palestrante no nizamia. Durante os tumultos, a vida do filho de Nizã Almulque, Muaiade Almulque, estava em perigo. Nizã Almulque culpou Facre Daulá por todo o caso e em 1078 enviou seu representante Goar Aim ao califa para exigir a remoção de Facre Daulá e prender os seguidores dos Banu Jair. Goar Aim chegou em 23 de julho e recebeu uma audiência na terça-feira, 14 de agosto, durante a qual entregou uma carta solicitando a remoção de Facre Daulá. Almoctadi inicialmente recusou a exigência, mas em 27 de agosto Goar Aim estava ameaçando atacar o palácio a menos que obedecesse. Nesse ponto, Almoctadi não tinha escolha – os abássidas não tinham um exército próprio e eram impotentes para resistir à interferência seljúcida. Facre Daulá aparentemente renunciou (em vez de ser demitido) e Almoctadi o colocou em prisão domiciliar.
Enquanto isso, Amide Daulá partiu para Ispaã assim que ouviu falar dos planos de Nizã Almulque. Fez uma rota circular pelas montanhas para evitar encontrar Goar Aim no caminho, e chegou a Ispaã em 23 de julho – o mesmo dia em que Goar Aim chegou a Baguedade Amide Daulá encontrou-se com Nizã Almulque e as duas partes acabaram por se reconciliar com um contrato de casamento entre a neta de Nizã Almulque e Amide Daulá. Almoctadi inicialmente não recontratou os Banu Jair e, em vez disso, os manteve em prisão domiciliar, mas Nizã Almulque interveio mais tarde e os recontratou. Também durante o Ramadã de 1078 (março-abril), Facre Daulá mandou fazer um mimbar (púlpito) às suas custas e com os títulos de Almoctadi, que mais tarde acabou quebrado e queimado. Em 1081, o califa enviou Facre Daulá a Ispaã, carregado de presentes e mais de 20 mil dinares, para negociar o casamento com a filha de Maleque Xá. Maleque Xá estava de luto pela morte de seu filho Daúde e não participou das negociações; em vez disso, Facre Daulá foi até Nizã Almulque. Os dois trabalharam juntos desta vez; foram até a mãe adotiva da princesa, Turcã Catum, para fazer seu pedido. Ela estava desinteressada de início porque o sultão gasnévida havia feito uma oferta melhor: 100 mil dinares. Arslã Catum, que havia sido casado com Alcaim, disse a ela que um casamento com o califa seria mais prestigioso e que não deveria pedir mais dinheiro ao califa.
Posteriormente, Turcã Catum concordou com o casamento, mas com pesadas condições impostas a Almoctadi: em troca de se casar com a princesa seljúcida, Almoctadi pagaria 50 mil dinares mais 100 mil dinares adicionais como mar (presente de noiva), desistiria de seu atual esposas e concubinas, e concordaria em não ter relações sexuais com nenhuma outra mulher. Este foi um fardo especialmente pesado e significativo para o califa abássida, uma vez que os abássidas controlavam rigidamente sua "política reprodutiva", com todos os seus herdeiros nascidos de um ualades e, portanto, não relacionados a quaisquer dinastias rivais. Ao concordar com os termos de Turcã Catum, Facre Daulá estava colocando Almoctadi em grave desvantagem enquanto também beneficiava consideravelmente os seljúcidas.
Em 1083, Almoctadi removeu os Banu Jair do cargo por decreto. As circunstâncias de sua remoção do cargo não são claras - os historiadores deram relatos variados. Na versão de Sibete ibne Aljauzi, Almoctadi suspeitava dos Banu Jair, que partiram ao Coração sem pedir permissão oficial; isso despertou ainda mais as suspeitas de Almoctadi e ele os demitiu retroativamente depois que partiram. Então escreveu aos seljúcidas, dizendo-lhes que não empregassem os Banu Jair em sua administração. Na versão de ibne Alatir, os seljúcidas em algum momento se aproximaram de Almoctadi e pediram para empregar os próprios Banu Jair, e Almoctadi concordou. Albundari não oferece detalhes sobre a demissão em si, mas escreveu que os seljúcidas enviaram representantes para encontrar os Banu Jair em Baguedade (e não no Coração). De acordo com o relato de ibne Alatir, os Banu Jair deixaram Baguedade no sábado, 22 de julho. Foram sucedidos como vizires por Abu Alfate Almuzafar, filho do rais alruaça, que havia sido anteriormente "encarregado dos edifícios do palácio".
Em 1092, quando Maleque Xá I foi assassinado pouco depois de Nizã Almulque, Taje Almulque nomeou Mamude como Sultão e partiu para Ispaã. Mamude era uma criança, e sua mãe Terquém Catum desejava tomar o poder em seu lugar. Para conseguir isso, entrou em negociações com o califa Almoctadi para garantir seu governo. O califa se opunha tanto a uma criança quanto a uma mulher como governante, e não podia ser persuadido a permitir que o cutba, o sinal do soberano, fosse proclamado em nome de uma mulher. Eventualmente, porém, o califa concordou em deixá-la governar se a cutba fosse dito em nome de seu filho, e se ela o fizesse assistida por um vizir que ele designou para ela, uma condição que ela se viu forçada a aceitar. Almoctadi morreu em 1094 e foi sucedido por seu filho Almostazir.

## Família
A primeira esposa de Almoctadi foi Sifri Catum. Ela era filha do sultão Alparslano. Em 1071-72, seu pai Alcaim enviou seu vizir ibne Aljair para pedir sua mão em casamento, pedido que o sultão concordou. Sua segunda esposa foi Ma-i Mulque Catum, filha do sultão Maleque Xá I. Em março de 1082, Almoctadi enviou Abu Nácer ibne Jair a Maleque Xá em Ispaã para pedir sua mão em casamento. Seu pai deu o seu consentimento e o contrato de casamento foi concluído. Ela chegou a Baguedade em março de 1087 e o casamento foi consumado em maio. Ela deu à luz o príncipe Jafar em 31 de janeiro de 1088, mas então Almoctadi começou a evitá-la. Ela pediu permissão para voltar para casa e deixou Baguedade para Coração em 29 de maio de 1089, acompanhada por seu filho. Posteriormente, a notícia de sua morte chegou a Baguedade. Seu pai doente, trouxe seu filho de volta a Baguedade em outubro de 1092. O príncipe Jafar foi levado de volta ao Palácio do Califa, onde permaneceu até sua morte em 21 de junho de 1093. Ele foi enterrado perto dos túmulos do califa no cemitério de Rusafa.